# Listina základních práv Evropské unie

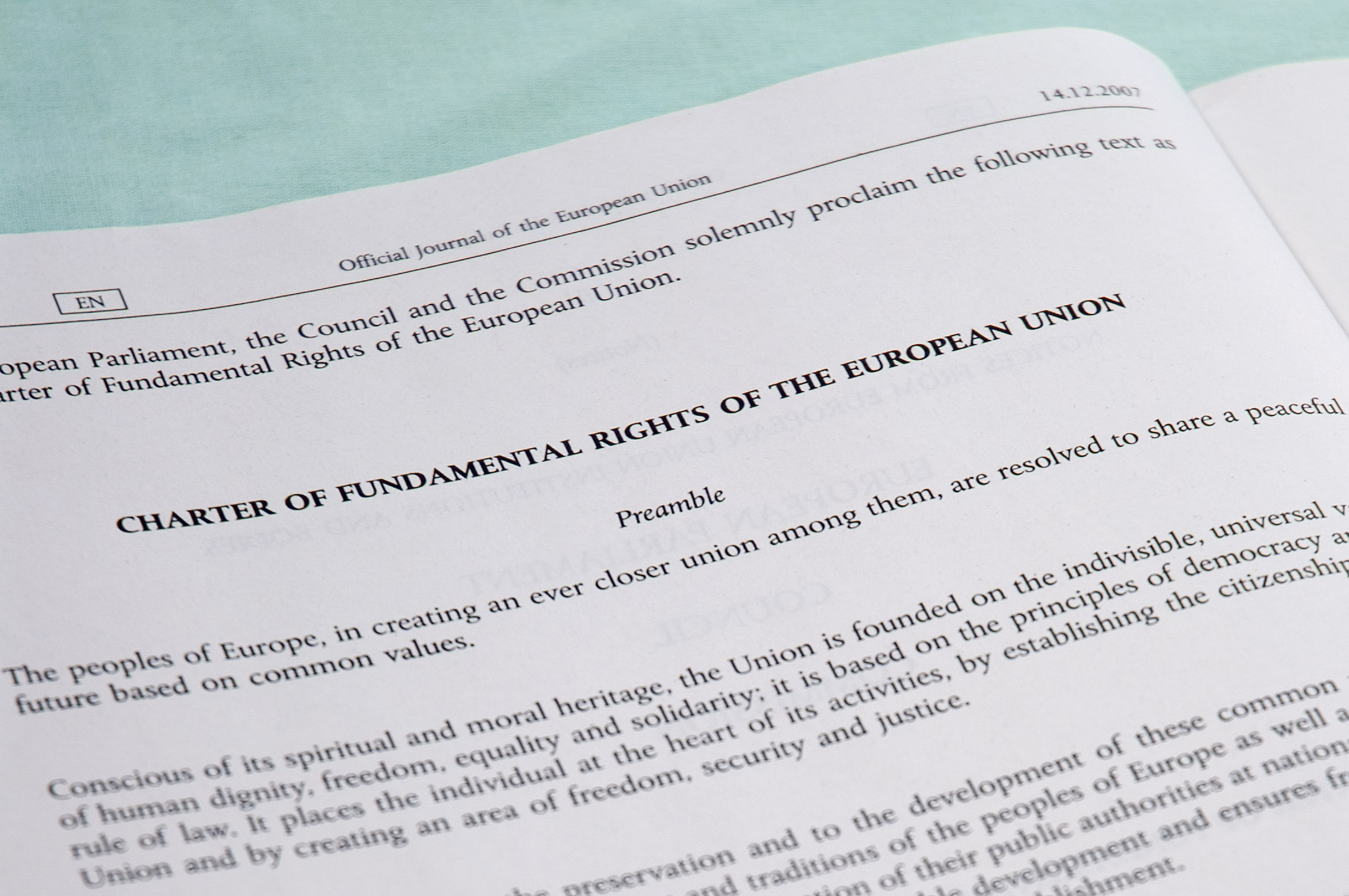
Preambule listiny (anglicky)

Listina základních práv Evropské unie (někdy též Charta základních práv) je dokument zakotvující základní práva při uskutečňování norem evropského práva. Původně měla být součástí Smlouvy o Ústavě pro Evropu. Listina pak ale byla vyhlášena jako samostatný dokument, který má dle čl. 6 Smlouvy o Evropské unii stejnou právní sílu jako zakládající smlouvy a tvoří součást primárního práva Evropské unie.

## Organizace, platnost a působnost
Listina je členěna do 7 hlav. Kromě poslední, týkající se aplikace, pokrývají hlavy 1-6 jednotlivé tematické okruhy základních lidských práv: důstojnost, svobody, rovnost, solidarita, občanská práva a soudnictví.
Listina byla slavnostně vyhlášena 7. prosince 2000 během mezivládní konference v Nice původně ve formě politické deklarace Evropského parlamentu, Rady a Evropské komise jako právně nezávazný dokument. Listina získala právní závaznost až později vstupem Lisabonské smlouvy v platnost, tj. 1. prosince 2009.

### Výjimky z uplatňování Listiny
Trvalou výjimku z uplatňování Listiny základních práv Evropské unie má Polsko.
Prezident ČR Václav Klaus odmítl podepsat Lisabonskou smlouvu bez výjimky týkající se uplatňování Listiny základních práv Evropské unie v České republice. Vláda ČR se tedy rozhodla vyjednat tuto výjimku, a tím zajistit podpis smlouvy prezidentem. Výjimku pro použitelnost Listiny si již dříve vyjednaly Polsko a Spojené království. Argumentací prezidenta proti Listině bylo údajné ohrožení platnosti Benešových dekretů.
Výjimka pro Českou republiku měla být doplněna do protokolu k Listině společně s přijetím smlouvy o přistoupení Chorvatska. K tomu však nedošlo pro očekávaný nesouhlas Senátu. Po volbách v roce 2013 se vláda Bohuslava Sobotky rozhodla v únoru 2014 nepokračovat ve sjednávání protokolu o uplatňování Listiny v České republice.

### Omezení působnosti
Působnost Listiny je podle článku 51 omezena na dvě skupiny subjektů: v prvé řadě jsou to orgány, instituce a jiné subjekty Evropské unie, v druhé řadě pak členské státy Evropské unie, ale pouze v situacích, kdy uplatňují právo Evropské unie. Soudní dvůr Evropské unie v této souvislosti uvedl: "Pro určení, zda vnitrostátní právní úprava spadá do uplatňování unijního práva ve smyslu článku 51 Listiny, je třeba kromě dalších skutečností ověřit, zda má uvedená vnitrostátní právní úprava za cíl provádět ustanovení unijního práva, jakou má tato právní úprava povahu a zda sleduje jiné cíle, než které zahrnuje unijní právo, i když může toto právo nepřímo ovlivnit, a zda existuje zvláštní ustanovení unijního práva v této oblasti nebo způsobilé ji ovlivnit". Soulad vnitrostátní právní úpravy, která nebyla přijata k provedení norem evropského práva, proto nelze posuzovat z hlediska Listiny základních práv EU.